# LiveATC.net
LiveATC.net (abreviado como LiveATC) es un sitio de transmisión de audio que proporciona una transmisión en vivo de las comunicaciones de control de tráfico aéreo de todo el mundo. Desde el 13 de julio del año 2018 hay más de 2250 feeds activos disponibles, que van desde la entrega de liquidación a secciones de sectores del centro de baja altitud.

## Historia
LiveATC comenzó con feeds del Aeropuerto Internacional Logan de Boston a fines de 2003 (basado en el dominio de la fecha se convirtió en línea). El sitio ha crecido para incluir más de 2250 feeds de todo el mundo.
La mayoría de los feeds de LiveATC se archivan para su recuperación durante hasta 30 días. Hay algunos feeds que no se archivan debido a las regulaciones locales o la solicitud del voluntario de la alimentación.

## Uso en los medios
Debido a que LiveATC es el sitio colectivo más grande para las transmisiones de tráfico aéreo, muchos medios de noticias usarán una grabación de un feed del sitio para cualquier artículo de aviación relevante.